# Messumformerspeisegerät

Blockschaltbild mit MUS

Messumformerspeisegeräte (MUS) werden in der Prozessleittechnik (PLT) für die galvanische Trennung und (Hilfs-)Energieversorgung von Messumformern eingesetzt. Sie haben drei Schnittstellen:
1. Schnittstelle für die eigene Energieversorgung
2. Schnittstelle zum Messumformer (Mess-Sensor)
3. Schnittstelle zum übergeordneten Prozessleitsystem

Alle Schnittstellen sind galvanisch voneinander getrennt. Die Energie wird von Schnittstelle 1 zur Schnittstelle 2 geleitet, um den Messsensor mit Energie zu versorgen. Die Messinformation (Messwert) wird vom Messsensor über die Schnittstelle 1 zur Schnittstelle 3 weitergeleitet.